# Río Bernisa
Río Bernisa är ett periodiskt vattendrag i Spanien. Det ligger i provinsen Província de València och regionen Valencia, i den östra delen av landet, 300 km sydost om huvudstaden Madrid.